# Taccjana Ivinskaja
Taccjana Ivinskaja  (nacida el 27 de marzo de 1958 en Vítebsk, Unión Soviética) es una exjugadora de baloncesto bielorrusa. Consiguió 3 medallas en competiciones oficiales con la URSS.